# Trachycystis clifdeni
Trachycystis clifdeni é uma espécie de gastrópode da família Charopidae.
É endémica da África do Sul. 
Os seus habitats naturais são: florestas secas tropicais ou subtropicais .